# Фонтареш
Фонтареш (фр. Fontarèches) насеље је и општина у јужној Француској у региону Лангдок-Русијон, у департману Гар која припада префектури Ним.
По подацима из 2011. године у општини је живело 244 становника, а густина насељености је износила 18,18 становника/km². Општина се простире на површини од 13,42 km². Налази се на средњој надморској висини од 250 метара (максималној 307 m, а минималној 153 m).

## Демографија
| 1962. | 1968. | 1975. | 1982. | 1990. | 1999. | 2011. |
| ----- | ----- | ----- | ----- | ----- | ----- | ----- |
| 96    | 108   | 76    | 89    | 148   | 190   | 244   |

График промене броја становника у току последњих година